# トヨタデジタルクルーズ
株式会社トヨタデジタルクルーズ（英：Toyota Digital Cruise, Inc.　略称：TDC）は、かつて存在したトヨタグループに属する電気通信事業者である。
1996年4月にトヨタ自動車の情報システム部門から分社化され、トヨタグループイントラネットの構築・運用及びEDIサービス、データセンターサービス、ネットワークインテグレーション、システムインテグレーション等を事業とした。
2019年1月に株式会社トヨタシステムズに再編。

## 概要
1995年頃、トヨタ自動車は「社内情報システム高度化プロジェクト」によるオールトヨタのネットワーク構築を目的に通信事業会社の設立を目指したが、当時トヨタが出資するTWJ、IDC、IDO、ひまわりネットワーク（CATV）等の第一種電気通信事業者は第二種電気通信事業を行えず、またトヨタ自動車の情報システム要員は既にTSI、TSE、TSR、TCIとして分社している状況だった。そのため、デンソー、豊田通商、豊通シスコム及び日本IBM、富士通、日本ユニシス（現・BIPROGY）、NEC、東芝、松下電器産業（現・パナソニック）、住友電工、NTTデータの支援を得て、トヨタ自動車のシステム企画部の一部が分離独立する形で1996年4月にが設立された。初代社長には、トヨタ自動車・システム企画部長であった戸田雅章が就任した。
2015年10月、建設業法第28条・第29条違反により、電気通信工事業に関して22日間の営業停止、電気通信工事業許可取消しの行政処分を受ける。
2019年1月、TCSを存続会社として、TDCおよびTCIの3社を統合し、株式会社トヨタシステムズを設立。

## 事業内容
- ネットワーク - イントラネット、JNX、プライベートネットワーク
- EDI - TDCが開発・運用しているEDIシステムを利用したデータ授受
- アウトソーシング - データセンター、カスタマーセンター
- ソリューション - ネットワーク構築、運用保守
- セキュリティ - NWセキュリティ、サーバ/クライアントのセキュリティ、セキュリティSI

## 出資会社
- トヨタ自動車株式会社
- 株式会社トヨタコミュニケーションシステム
- 株式会社デンソー
- 豊田通商株式会社

## 事業所
- 本社（愛知県名古屋市中区）
- 豊田支店（愛知県豊田市）
- 東京支店（東京都港区）
- 九州営業所（福岡県福岡市博多区）
- 東北営業所（宮城県仙台市青葉区）
- 大阪営業所（大阪府大阪市中央区）

## 関連会社
- TT Network Integration Europe GmbH（ドイツ・ベルギー）
- TT Network Integration Asia Pte.Ltd.（シンガポール）
- TT Network Integration (Thailand) Co., Ltd.（タイ）
- TT Network Integration India Pvt. Ltd.（インド）
- PT. TT Network Integration Indonesia（インドネシア）
- TT Network Integration China（中国）
- TT Network Integration US, Inc.（アメリカ・メキシコ）